# Барбоса Пополисио, Руй Энрике
Руй Энрике Барбоса Пополисио (исп. Ruy Enrique Barbosa Popolizio, 2 декабря 1919, Сантьяго, Чили — 8 июня 2014, там же) — чилийский учёный-агроном, предприниматель и государственный деятель. Министр сельского хозяйства Чили (1963—1964), ректор Чилийского университета (1968—1969).

## Биография
Родился в богатой и влиятельной семье. Его дед — генерал, участник Тихоокеанской и Гражданской войн, сенатор Оросимбо Барбоса (1838—1891), отец — депутат парламента, министр иностранных дел Чили Энрике Барбоса (1882—1976).
Получил среднее образование в интернате им. Барроса Араны и национальном институте им. Х. М. Карреры. В 1943 году он окончил Чилийский университет по специальности инженер-агроном, специализировался на энологии. В 1950 году получил статус доктора в университете Турина.
С 1951 года преподавал в Чилийском университете, был профессором факультета сельскохозяйственных наук. В 1961 году избран деканом этого факультета, переизбирался в 1964 и 1967 годах.
В 1963 году вошёл в состав правительства президента Алессандри Родригеса в качестве министра сельского хозяйства и колонизируемых земель. На посту министра также был председателем Совета по аграрной реформе и главой Института аграрного развития, представлял Чили в Межамериканском банке развития. В 1964 году основал Институт аграрных исследований.
В 1968—1969 годах был ректором Чилийского университета, председателем Совета ректоров страны.
В 1973 году занимал должность директора Корпорации развития (CORFO). На следующий год возглавлял чилийскую делегацию на Всемирном конгрессе виноделов в Италии. В 1977 году основал корпорацию по развитию сельскохозяйственных наук, получил звание члена-корреспондента аргентинской Академии сельского хозяйства и ветеринарии. Входил в руководство Корпорации виноделов Чили и Совета по защите вина. В 1988 году возглавил комиссию по высшему образованию при Коллегии инженеров-агрономов.
Награждён многими премиями и медалями. С 1972 года — профессор-эмерит Чилийского университета.
Умер 8 июня 2014 года на 95-м году жизни.